# 대한항공 8509편 추락 사고
대한항공 8509편 추락 사고(영어: Korean Air Flight 8509)는 1999년 12월 22일, 조종사 과실로 인해 런던 스탠스테드 공항 이륙 직후 추락한 사고이다. 이 항공기는 그레이트할링버리 마을 가까이에 있는 햇필드 포레스트에 추락하여, 4명의 승무원 모두 사망했다.

## 항공기
사고 항공기는 HL7451로 등록된 보잉 747-2B5F 화물기이다. 1980년 4월 4일 제작된 이 항공기는 1999년 12월 22일 추락 이전까지 총 83,011시간, 15,451번의 비행을 마쳤다.

## INU의 고장과 수리 실패
이전의 탑승원들이 타슈켄트에서 출발할 때 관성 항법 장치 (INU) 중 하나가 부분적으로 고장이 났고, 이로 말미암아 기장의 자세 지시기(ADI)에 잘못된 데이터가 제공되었다. 기장의 자세기를 제외한 부기장과 백업용 자세기들은 문제가 없었으므로 기장의 자세기를 다른 자세기로 전환하여 기장의 자세기를 정상으로 되돌려 놓았다.
스탠스테드에서 기술자가 ADI 복구를 시도하였으나 이에 적합한 정비 지침서를 구비하지 못해 INU를 교체한다는 것을 생각하지 못했다. 기술자들 중 한 명이 ADI의 커넥터 핀 하나가 구부러진 것을 확인하고 곧게 펴는 작업 뒤 "시험"(Test) 단추를 눌러 올바르게 응답하는 것을 확인하고 문제가 해결된 것으로 생각되었으나, 이 단추는 INU가 아닌 ADI만을 테스트하는 단추였다. ADI의 입력 셀렉터는 정상 위치에 있었으므로 아무런 문제가 없었다.

## 사망자
추락 사고로 인해 사망한 탑승원은 다음과 같다.
- 박득규(朴得圭, 57세, 기장)
- 윤기식(尹基植, 33세, 부기장)
- 박훈규(朴薰圭, 38세, 항공기관사)
- 김일석(金日奭, 45세, 정비사)

## 비행
비행기가 스탠스테드에서 이륙할 때는 매우 어두운 상태였다. 기장이 비행기를 왼쪽으로 선회할 때 비교 측정기 알람 소리가 되풀이되면서 ADI가 "뱅크(bank)하지 않음"을 알렸다. 부기장의 ADI는 제대로된 각도를 보여주고 있었을 것이지만, 귄위주의에 의하여 아무말도 못하였다. 경험과 나이가 더 많은 항공기관사가 19초 동안 4차례나 뱅크를 외쳤으나, 기장은 무시하고 훨씬 더 왼쪽으로 선회를 계속하였다. 이륙 후 55초 즈음인 18시 38분, 8509기는 250~300 노트의 속력, 40° 피치 다운, 90° 왼쪽 뱅크 자세로 땅으로 추락했다.

## 미디어
2012년 3월 항공사고수사대 메이데이 (시즌 11 에피소드 7)에서 "Bad Attitude"(잘못된 태도)라는 제목으로 이 사고를 탐구하였다.

## 같이 보기
- 에어 인디아 855편 추락 사고